# Cerapachys varians
Cerapachys varians é uma espécie de formiga do gênero Cerapachys.